# مستقبل الضغط
مستقبلات الضغط (بالإنجليزية: Baroreceptors أو baroceptors)‏ هي أجهزة الاستشعار الموجودة في الأوعية الدموية في العديد من الثدييات. فهي نوع من من أنواع المستقبلات الميكانيكية (بالإنجليزية: mechanoreceptor)‏ ويتم من خلالها الكشف عن ضغط الدم المتدفق من خلالها، ويمكن إرسال رسائل إلى الجهاز العصبي المركزي إلى زيادة أو نقصان المقاومة المحيطية الكلية (بالإنجليزية: total peripheral resistance)‏ ونتاج القلب (بالإنجليزية: Cardiac output)‏ . وهم يعتبرون كمثال على تنظيم ضغط الدم الآلي قصير الأجل.